# Nordkyststien
De Nordkyststien (Noordkustpad) is een langeafstandswandelpad in Denemarken. De ongeveer 100 kilometer lange route loopt van Hundested naar Helsingør langs de noordkust van Seeland. 